# Championnat d'Ukraine de football 2021-2022
Navigation
2020-2021 2022-2023
La saison 2021-2022 de Premier-Liha est la trentième-et-unième édition de la première division ukrainienne. Prévue pour durer entre le 23 juillet 2021 et le mois de mai 2022, elle est interrompue par l'invasion de l'Ukraine par la Russie en février.
Les seize équipes participantes sont regroupées au sein d'une poule unique où elles s'affrontent à deux reprises, à domicile et à l'extérieur.
Cinq billets sont décernés pour les compétitions européennes que sont la Ligue des champions 2022-2023, la Ligue Europa 2022-2023 et la Ligue Europa Conférence 2022-2023 : les deux premiers du classement final se qualifient pour la Ligue des champions, alors que le vainqueur de la Coupe d'Ukraine prend part à la Ligue Europa. Enfin, les troisième et quatrième positions sont qualificatives pour la Ligue Europa Conférence. Si le vainqueur de la Coupe est déjà qualifié pour une compétition européenne d'une autre manière, sa place qualificative est réattribuée au championnat, la cinquième position devenant ainsi qualificative. En ce qui concerne les relégations, les deux derniers au classement sont directement relégués en deuxième division en fin de saison tandis que les deux derniers non-relégués disputent les barrages de relégation contre le troisième et le quatrième de la deuxième division.
Le 24 février 2022, un jour avant la reprise du championnat, la compétition est suspendue à la suite de l'instauration de la loi martiale dans le contexte de l'invasion de l'Ukraine par la Russie.
Le 26 avril 2022, l'assemblée générale de la Premier-Liha annonce la fin du championnat, avec le classement final arrêté au 24 février 2022 et aucun titre décerné, sous couvert de l'approbation du Comité exécutif de l'Association ukrainienne de football, qui est actée le 2 mai 2022.
Les qualifications européennes sont malgré tout maintenues tandis que les relégations sont annulées. Les dégâts et la situation militaire liées à la guerre entraînent malgré tout les retraits du Desna Tchernihiv et du FK Marioupol.

## Participants
| \| Donetsk Kiev Marioupol Oleksandria Rukh Lviv Poltava Tchernihiv Louhansk Dnipro-1 Kovalivka Petrove Odessa Kharkiv Rivne Mynaï \| Localisation des clubs engagés dans le championnat. Les clubs en italique se trouvent dans la zone de conflit du Donbass et jouent dans une autre ville. |
| Donetsk Kiev Marioupol Oleksandria Rukh Lviv Poltava Tchernihiv Louhansk Dnipro-1 Kovalivka Petrove Odessa Kharkiv Rivne Mynaï |

Un total de seize équipes prennent part à la compétition, treize d'entre elles étant déjà présentes la saison précédente, auxquelles s'ajoutent trois promus de deuxième division : le Metalist 1925 Kharkiv, le Tchornomorets Odessa et le Veres Rivne qui compensent la relégation de l'Olimpik Donetsk, qui s'est volontairement retiré du championnat au terme de l'exercice 2020-2021, pour faire passer le nombre de participants de quatorze à seize.
Parmi ces clubs, deux d'entre eux n'ont jamais quitté le championnat depuis sa fondation en 1992 : le Chakhtar Donetsk et le Dynamo Kiev. En dehors de ceux-là, le Vorskla Poltava évolue continuellement dans l'élite depuis 1996 tandis que le Zorya Louhansk est présent depuis 2006.
En raison de la guerre dans le Donbass, plusieurs équipes sont forcées de jouer leurs matchs « à domicile » dans d'autres villes : le Chakhtar Donetsk se trouve ainsi déplacé à Kiev, tandis que le Zorya Louhansk joue à Zaporijia.
Légende des couleurs
- Phase de groupes de la Ligue des champions 2021-2022
- Troisième tour de qualification de la Ligue des champions 2021-2022
- Barrages de qualification de la Ligue Europa 2021-2022
- Troisième tour de qualification de la Ligue Europa Conférence 2021-2022
- Deuxième tour de qualification de la Ligue Europa Conférence 2021-2022
- Promu de deuxième division

| Club                  | Présent depuis | Classement 2020-2021 | Entraîneur              | Stade                          | Capacité théorique |
| --------------------- | -------------- | -------------------- | ----------------------- | ------------------------------ | ------------------ |
| Dynamo Kiev           | 1992           | 1                    | Mircea Lucescu          | Stade olympique de Kiev        | 70 050             |
| Chakhtar Donetsk      | 1992           | 2                    | Roberto De Zerbi        | Stade olympique de Kiev (Kiev) | 70 050             |
| Zorya Louhansk        | 2006           | 3                    | Viktor Skripnik         | Slavutych-Arena (Zaporijia)    | 12 000             |
| Kolos Kovalivka       | 2019           | 4                    | Yaroslav Vyshnyak (en)  | Kolos Stadium                  | 5 000              |
| Vorskla Poltava       | 1996           | 5                    | Yuriy Maksymov          | Stade Vorskla                  | 24 750             |
| Desna Tchernihiv      | 2018           | 6                    | Oleksandr Ryabokon      | Stade Tchernihiv               | 12 060             |
| SK Dnipro-1           | 2019           | 7                    | Igor Jovičević          | Dnipro Arena                   | 31 003             |
| FK Lviv               | 2018           | 8                    | Oleg Dulub (en)         | Arena Lviv                     | 34 915             |
| FK Oleksandria        | 2015           | 9                    | Yuriy Hura (en)         | Stade CSC Nika                 | 7 000              |
| FK Marioupol          | 2017           | 11                   | Ostap Markevych         | Stade Volodymyr-Boïko          | 12 680             |
| Rukh Lviv             | 2020           | 10                   | Leonid Kuchuk           | Arena Lviv                     | 34 915             |
| Inhoulets Petrove     | 2020           | 12                   | Serhiy Lavrynenko       | Stade Zirka (Kropyvnytskyï)    | 14 628             |
| FK Mynaï              | 2020           | 14                   | Volodymyr Sharan (en)   | Stade Avanhard (Oujhorod)      | 12 000             |
| Veres Rivne           | 2021           | 1 (D2)               | Yuriy Virt              | Stade Avanhard (Loutsk)        | 12 080             |
| Tchornomorets Odessa  | 2021           | 2 (D2)               | Roman Hryhorchuk (en)   | Stade Tchornomorets            | 34 164             |
| Metalist 1925 Kharkiv | 2021           | 3 (D2)               | Valeriy Kriventsov (en) | Stade Metalist                 | 40 003             |

### Changements d'entraîneur
| Club                 | Entraîneur partant                | Date de départ    | Position   | Entraîneur arrivant               | Date d'arrivée   |
| -------------------- | --------------------------------- | ----------------- | ---------- | --------------------------------- | ---------------- |
| Chakhtar Donetsk     | Luís Castro                       | 12 mai 2021       | Pré-saison | Roberto De Zerbi                  | 25 mai 2021      |
| FK Oleksandria       | Volodymyr Sharan (en)             | 13 mai 2021       | Pré-saison | Yuriy Hura (en)                   | 18 mai 2021      |
| FK Mynaï             | Mykola Tsymbal (en)               | 15 juin 2021      | Pré-saison | Vasyl Kobin                       | 15 juin 2021     |
| Tchornomorets Odessa | Oleksiy Antonov                   | 23 juin 2021      | Pré-saison | Yuriy Moroz (en)                  | 23 juin 2021     |
| Rukh Lviv            | Ivan Fedyk (en)                   | 4 août 2021       | 14e        | Leonid Kuchuk                     | 4 août 2021      |
| FK Lviv              | Anatoliy Bezsmertnyi (en)         | 25 août 2021      | 15e        | Taras Chopyk (en) (intérim)       | 25 août 2021     |
| Kolos Kovalivka      | Ruslan Kostyshyn (en)             | 29 août 2021      | 11e        | Syarhey Kuznyatsow (en) (intérim) | 29 août 2021     |
| FK Lviv              | Taras Chopyk (en) (intérim)       | 6 septembre 2021  | 15e        | Oleg Dulub (en)                   | 6 septembre 2021 |
| FK Mynaï             | Vasyl Kobin                       | 29 septembre 2021 | 15e        | Ihor Leonov (en)                  | 9 octobre 2021   |
| Kolos Kovalivka      | Syarhey Kuznyatsow (en) (intérim) | novembre 2021     | 11e        | Yaroslav Vyshnyak (en)            | novembre 2021    |
| FK Mynaï             | Ihor Leonov (en)                  | 16 décembre 2021  | 15e        | Volodymyr Sharan (en)             | 14 janvier 2022  |
| Tchornomorets Odessa | Yuriy Moroz (en)                  | 30 décembre 2021  | 15e        | Roman Hryhorchuk (en)             | 30 décembre 2021 |

## Règlement
Le classement est calculé selon le barème de points classique, une victoire valant trois points, un match nul un seul et une défaite aucun.
En cas d'égalité de points, les critères suivants sont appliqués :
1. Résultats en confrontations directes (nombre de points, différence de buts, nombre de buts marqués) ;
2. Différence de buts générale ;
3. Nombre de buts marqués ;
4. Tirage au sort ou match d'appui si le titre est en jeu.